# Nalibotskaja pusjtja
Nalibotskaja Pusjtja (belarusiska: Налібоцкая пушча, även ryska: Налибокская Пуща: Nalibokskaja Pusjtja) är en skog i Belarus. Den ligger i Hrodna voblast, i den nordvästra delen av landet, 90 km väster om huvudstaden Minsk.
I omgivningarna runt Nalibokskaja Pusjtja växer i huvudsak blandskog. Runt Nalibokskaja Pusjtja är det glesbefolkat, med 19 invånare per kvadratkilometer.